# Jelling Sparekasse
Jelling Sparekasse var et dansk pengeinstitut, grundlagt 11. juni 1870, med hovedsæde i Jelling. Det var det eneste pengeinstitut med hovedsæde i det daværende Vejle Amt.
Sparekassen havde foruden i Jelling også afdelinger i Vejle, Horsens, Hedensted og Thyregod.
Sparekassens slogan var: "Hvis Gorm var konge i dag …ville vi sikkert være landets nationalbank".
I 2007 fusionerede sparekassen med Den Jyske Sparekasse i Grindsted med Den Jyske Sparekasse som det fortsættende navn.
Den Jyske Sparekasse havde hovedsæde i Grindsted, men nogle af hovedkontor-funktionerne er fysisk placeret på filialen i Jelling.
I 2021 fusionerede den med Vestjysk Bank, med hovedsæde i Herning.
Vestjysk Bank har stadig visse Backoffice-funktioner i Jelling.